# الاتحاد للديمقراطية والتقدم
حزب الاتحاد من أجل الديمقراطية والتقدم هو حزب سياسي في موريتانيا. وتقوده الناهة بنت مكناس ، واعتبارًا من أوائل عام 2008، كان الحزب السياسي الوحيد في موريتانيا الذي ترأسه امرأة.

## التاريخ
تأسس في 11 يونيو 1993 على يد حمدي ولد مكناس، الذي شغل سابقًا منصب وزير الخارجية في عهد الرئيس مختار ولد داداه.
في الانتخابات النيابية لعام 2001 حصل الحزب على 8.1٪ من الأصوات الشعبية وفاز بثلاثة مقاعد من أصل 81 مقعدًا. في الانتخابات البرلمانية لعام 2006، فاز بثلاثة مقاعد من أصل 95 مقعدًا،  بينما فاز في انتخابات مجلس الشيوخ عام 2007 بواحد من 56 مقعدًا. دعم الحزب سيدي ولد الشيخ عبد الله في الانتخابات الرئاسية في مارس 2007 وكان جزءًا من الأغلبية الرئاسية بعد فوزه. لكن بعد تشكيل حكومة رئيس الوزراء يحيى أحمد ولد الواقف في مايو / أيار 2008، ترك الحزب الأغلبية الرئاسية في يونيو / حزيران 2008، معترضاً على تشكيل الحكومة. وقال إنه في حين تم إحضار المعارضة إلى الحكومة، تم تهميش الحزب الحاكم. وقال الحزب أيضا إن «الأمل في التغيير الذي ولد في 3 أغسطس 2005 قد تضاءل»، في إشارة إلى الإطاحة بالرئيس معاوية ولد سيد أحمد الطايع في ذلك التاريخ.